# Abubakar Tafawa Balewa
Abubakar Tafawa Balewa (né en décembre 1912 à Bauchi et mort le 15 janvier 1966 près de Lagos) est un homme politique nigérian.
De 1960 à 1966, il est le premier et le seul Premier ministre du Nigéria (en) depuis l'indépendance ; le rôle n'existant plus pour laisser place au Président du Nigéria après 1966.